# Эвкалипт угловато-чашечковый
Эвкалипт угловато-чашечковый (лат. Eucalyptus goniocalyx) — вечнозелёное дерево, вид рода Эвкалипт (Eucalyptus) семейства Миртовые (Myrtaceae).

## Распространение и экология
В природе ареал вида охватывает юго-восточную часть Австралии — штаты Виктория, Новый Южный Уэльс, Южная Австралия; произрастает на высоте до 900—1000 м над уровнем моря.
Лучшее развитие показал на глубоких аллювиальных и галечных почвах. На склонах с тяжелоглинистой почвой растёт хуже.
По морозоустойчивости несколько уступает Эвкалипту шаровидному.

## Ботаническое описание
Дерево высотой до 60—75 м.
Кора гладкая, пятнистая, у основания ствола более или менее грубоватая, старая кора опадает полосами или лентами.
Молодые листья супротивные, в большом числе пар, сидячие или короткочерешковые, сердцевидные или широколанцетные, длиной 6,5—8,5 см, шириной 3—6 см, или несколько крупнее, сизые. Взрослые — очередные, черешковые, узколанцетные, длиной 10—25 см, шириной 2—3 см, или крупнее, заострённые, тёмно-зелёные, блестящие.
Зонтики пазушные, 4—8-цветковые, на сжатых ножках длиной 7—20 мм; бутоны цилиндрические, длиной 14 мм, диаметром 6 мм, слабо угловатые, на цветоножках; крышечка коническая, по длине равна трубке цветоложа или короче её; пыльники качающиеся, обратнояйцевидные, открываются широкими параллельными щелями; железка шаровидная, большая.
Плоды на ножках, булавовидные, яйцевидные или грушевидные, сжатые в зеве, длиной 8—10 мм, диаметром 10 мм; диск косой; створки давленные или слабо выступают.
На родине цветёт в декабре — феврале; на Черноморском побережье Кавказа — в декабре — марте.

## Значение и применение
Древесина светлая, желтовато-коричневая, прямослойная, очень твёрдая, грубая, тяжёлая, раскалывается пластами; очень прочная в земле.
Листья содержат эфирное (эвкалиптовое) масло, состоящее из цинеола (15 %), пинена, эвдесмола, сесквитерпенов, эфиров и летучих альдегидов.

## Классификация

### Представители
В рамках вида выделяют ряд подвидов и разновидностей:
- Подвиды:

- Eucalyptus goniocalyx subsp. exposa D.Nicolle
- Eucalyptus goniocalyx subsp. goniocalyx

- Разновидности:

- Eucalyptus goniocalyx var. acuminata Benth.
- Eucalyptus goniocalyx var. goniocalyx
- Eucalyptus goniocalyx var. pallens Benth.
- Eucalyptus goniocalyx var. parviflora Blakely & McKie

### Таксономия
Вид Эвкалипт угловато-чашечковый входит в род Эвкалипт (Eucalyptus) подсемейства Миртовые (Myrtoideae) семейства Миртовые (Myrtaceae) порядка Миртоцветные (Myrtales).
|  |                                      |  |                                                             |                                                             |                    |  | ещё 13 семейств (согласно Системе APG II) | ещё 13 семейств (согласно Системе APG II)    |                                              |  |  |  | ещё 130 родов       | ещё 130 родов                    |  |  |
|  |                                      |  |                                                             |                                                             |                    |  | ещё 13 семейств (согласно Системе APG II) | ещё 13 семейств (согласно Системе APG II)    |                                              |  |  |  | ещё 130 родов       | ещё 130 родов                    |  |  |
|  |                                      |  |                                                             | порядок Миртоцветные                                        |                    |  |                                           |                                              | подсемейство Миртовые                        |  |  |  |                     | вид Эвкалипт угловато-чашечковый |  |  |
|  |                                      |  |                                                             | порядок Миртоцветные                                        |                    |  |                                           |                                              | подсемейство Миртовые                        |  |  |  |                     | вид Эвкалипт угловато-чашечковый |  |  |
|  | отдел Цветковые, или Покрытосеменные |  |                                                             |                                                             | семейство Миртовые |  |                                           |                                              | род Эвкалипт                                 |  |  |  |                     |                                  |  |  |
|  | отдел Цветковые, или Покрытосеменные |  |                                                             |                                                             |                    |  |                                           |                                              |                                              |  |  |  |                     |                                  |  |  |
|  |                                      |  | ещё 44 порядка цветковых растений (согласно Системе APG II) | ещё 44 порядка цветковых растений (согласно Системе APG II) |                    |  |                                           | ещё 1 подсемейство (согласно Системе APG II) | ещё 1 подсемейство (согласно Системе APG II) |  |  |  | ещё более 700 видов |                                  |  |  |
|  |                                      |  |                                                             | ещё 44 порядка цветковых растений (согласно Системе APG II) |                    |  |                                           |                                              | ещё 1 подсемейство (согласно Системе APG II) |  |  |  |                     |                                  |  |  |